# Ore-Ida

Logo de Ore-Ida.

Ore-Ida est une entreprise agro-alimentaire américaine spécialisée dans la production d'aliments surgelés à base de pomme de terre, ainsi qu'une marque commerciale, appartenant au groupe américain H. J. Heinz Company. 
Le principal site de production d'Ore-Ida se trouve à Ontario (Oregon). La société emploie plus de 1000 salariés.  Ore-Ida est généralement considérée comme la première marque de produits de pomme de terre sur le marché américain.
La société fut fondée en 1952, sous le nom de Ore-Ida Potato Products, Inc. par des agriculteurs de l'Idaho, deux frères, F. Nephi Grigg et Golden Grigg, qui possédaient des champs de pommes de terre à Burley (Idaho) et qui créèrent à Ontario dans l'Oregon, près de la limite de l'État de l'Idaho, une usine de traitement des pommes de terre qui produisit immédiatement des frites surgelées. La raison sociale de la société est formée en prenant les trois premières lettres du nom des deux États Oregon et Idaho,  et le  logo originel fut créé en soulignant les mots Oregon et Idaho avec  Ore-Ida surimposé en italiques. Ce nom fut employé dans le slogan publicitaire de la société sous la forme suivante :
« When it says Ore-Ida, it’s All Righta ».  
À l'origine, Ore-Ida produisait et commercialisait du maïs et des frites surgelés, toutefois F. Nephi Grigg a mis au point en 1953 les Tater Tots, sorte de « bûchettes » de la taille d'une bouchée formées avec des pommes de terre râpées et épicées, issues des restes de la production de frites de la société. Les Tater Tots sont aujourd'hui une des marques les plus connues aux États-Unis.
La société Ore-Ida a été rachetée en 1965 par le groupe H. J. Heinz Company, et son siège social est resté à Boise (Idaho) jusqu'en 1999, date à laquelle une nouvelle division des produits surgelés fut installée au siège du groupe Heinz à Pittsburgh (Pennsylvanie).

## Mécénat sportif
- En 2005 et 2006, Ore-Ida a parrainé la Chevrolet n° 57 de Brian Vickers dans les séries Busch  du NASCAR, en mettant en avant sa marque de frites « Extra Crispy ».  En 2007, Ore-Ida et Delimex Foods (autre filiale de Heinz) étaient les sponsors de la voiture n° 21 de Jon Wood dans la coupe « Nextel » du NASCAR.